# Симиренки
Симиренки (укр. Мічуріне; до 2024 года — Мичурино) — село в Первомайском районе Николаевской области Украины.
Основано в 1920 году. Население по переписи 2001 года составляло 325 человек. Почтовый индекс — 55236. Телефонный код — 5161.

## Местный совет
55236, Николаевская обл., Первомайский р-н, с. Подгорье